# Northumberland (grofija)
Northumberland je grofija in okrožje v severovzhodni Angliji. Meji na grofije Cumbria na zahodu, Durham na jugu, Tyne and Wear na jugovzhodu, na Škotsko na severu in na Severno morje. Tamkajšnja obala spada med okoliške naravne lepote, po njej teče 103 km dolga pot. Od leta 1981 ima svet grofije sedež v kraju Morpeth, ki leži v vzhodnem delu grofije.
V času kraljestva Northumbria, pod vladavino kralja Edwina, so bile meje območja vse od kraja Humber na jugu do reke Forth na severu. Zgodovinske meje grofije so obsegale drugo področje, vključno z mestom Newcastle upon Tyne, tradicionalnim centrom grofije, kot tudi mesto Tynemouth in druge kraje v območju North Tyneside ter območja, ki so od leta 1974 v grofiji Tyne and Wear. Zgodovinske meje grofije občasno niso vključevale področij kot so Islandshire, Bedlingtonshire in Norhamshire (skupaj imenovane North Durham), zunanja območja grofije Durham, ki so bila vključena v grofijo Northumberland leta 1844.
Zaradi svoje lege ob angleško-škotski meji je bil Northumberland središče številnih bitk. Grofija je znana po svoji neokrnjeni naravi visokih barjih, ki so priljubljena predvsem pri krajinskih slikarjih. Ti deli grofije so danes zaščiteni pod imenom narodni park Northumberland. Northumberland je najbolj redko poseljena grofija v Angliji, s samo 62 prebivalci na kvadratni meter. 
Ime grofije nosi bojna ladja HMS Northumberland.

## Zgodovina
Področje je bilo nekoč del Rimskega cesarstva, pod imenom Northumberland pa je bilo prizorišče številnih vojn med Anglijo in Škotsko. Kot posledico te nasilne zgodovine ima Northumberland več gradov kot ostale grofije v Angliji. V grofiji so med drugim grad Alnwick, grad Bamburgh, grad Dunstanburgh in grad Warkworth.
Področje današnjega Northumberlanda je bilo nekoč središče kraljestva Anglov z imenom Bernicija, ki je bilo kasneje združeno s kraljestvom Deira, ki je ležalo južno od reke Tees. Področji sta skupaj tvorili kraljestvo Northumbria. Northumberland je pogosto imenovan »zibelka krščanstva« v Angliji. Na otok Lindisfarne ali Sveti otok, ki leži severno od kraja Bamburgh, so se namreč naselili duhovniki s škotskega otoka Iona in od tam širili krščansko vero med Angli. Lindisfarne je bil dom knjige Lindisfarnski evangeliji (Lindisfarne Gospels) in srednjeveškega svetnika, sv. Cuthberta, ki je pokopan v stolnici v Durhamu.
Grad Bamburgh je zgodovinska prestolnica Northumberlanda, pred združitvijo Anglije pod enim monarhom je bil kraljevi grad. V sedanjem obdobju ima sicer Northumberlandski mestni svet pisarne v kraju Morpeth, a se kraja Morpeth in Alnwick še vedno prerekata za naziv glavnega mesta grofije.
Northumberlandski gospodarji so nekoč imeli pomembno vlogo pri odločanju v Angliji, saj so nosili težko breme zaščite Anglije pred napadi Škotov. 
V grofiji Northumberland so se redno pojavljali upori proti vladi, kot se je to zgodilo v času vlade Tudorjev. Te izgrede so običajno vodili vojvode Northumberlandski, družina Percy. Angleški dramatik William Shakespeare je enega od članov družine Percy, živahnega Harryja Hotspurja, upodobil v svojem delu Kralj Henrik IV. 
Grofija je bila tudi središče rimskokatoliške vere v Angliji in tudi jakobinskega nazora po angleški obnovi. Northumberland je postal nekakšna divja grofija, kjer so se izobčenci skrivali pred roko zakona. Vendar so občasni obmejni izgredi in neupoštevanje zakonov počasi izginili po združitvi Škotske in Anglije pod Jakobom I. Angleškim.
Northumberland je imel pomembno vlogo v času industrijske revolucije. Rudniki premoga so bili tedaj zelo razširjeni. Premogovniki so bili v krajih Ashington, Bedlington, Choppington, Netherton, Ellington in Pegswood. Premog iz grofije je pomagal k razvoju industrije v drugih delih dežele. Potreba po transportu premoga iz rudnikov do reke Tyne je spodbudila nastanek prvih železnic. Pomembni veji industrije sta bili tudi izdelovanje ladij in orožja.
Danes je Northumberland povečini podeželsko področje. Kot najmanj poseljena grofija v Angliji ima precej manj vpliva na angleško politiko kot v preteklosti. V zadnjih letih se je v grofiji precej razvil turizem. Obiskovalce privabljata predvsem lepota pokrajine in številna zgodovinska najdišča.

## Geografija
Geografija Northumberlanda je raznolika. Ob Severnem morju je področje ravno in nizko, proti severozahodu pa postaja vse bolj gorato. Hribi Cheviot, ki ležijo na severozahodu grofije, so sestavljeni predvsem iz granita in andezita. Drugo področje magmatskih kamnin leži pod Whin Sill (po katerem reče Hadrijanov zid). Je tujek karbonskega diabaza. Oba grebena podpirata precej pusto močvirnato pokrajino. Na obeh straneh področja je karbonski apnenec, zaradi katerega imajo določeni deli kraško okolje. Ob obali se vrstijo otoki Farne, prav tako v večini iz diabaza, znani pa so po velikem številu ptic.
V jugovzhodnem delu grofije so nahajališča premoga, ki se ob obalnem področju vlečejo severno do reke Tyne. V grofiji poznajo tudi tako imenovani 'morski premog'. Ta je verjetno nastal iz kosov premoga, najdenih na obali, kamor so jih nanesli valovi, ki so odlomili material. 
Northumberland leži na najbolj severnem delu Anglije, nad zemljepisno širino 55°, v njem so številna visoka področja, zato je ta grofija ena najbolj mrzlih v državi. Povprečna letna temperatura je od 7,1 °C do 9,3 °C, z najnižjimi temperaturami na celini. Grofija leži na vzhodni obali, v njej zapade relativno majhna količina dežja, med 466 in 1060 mm letno. Najbolj moker je zahodni del višavja. Med letoma 1971 in 2000 je bilo v grofiji povprečno 1321 do 1390 ur sonca na leto.
Približno četrtina grofije je zaščitena v okviru Northumberlandskega narodnega parka. To področje izjemne naravne lepote je tako skoraj povsem zaščiteno pred industrijo in kmetijstvom. Park se razteza južno od škotske meje in vključuje Hadrijanov zid. Večina parka leži nad 240 metrov nadmorske višine. Tudi Northumberlandska obala je področje izjemne naravne lepote.

## Ekologija
V grofiji so številni pomembni živalski habitati in vrste, vključno z: govedo Chillingham, otok Lindisfarne ali Sveti otok, Farne in Staple.

## Ekonomija in industrija
To je tabela spreminjanja regionalnih bruto vrednosti (ki kažejo na vrednost dobrin in blaga, pridelanega v določenem območju), pridanih Northumberlandu ob trenutnih osnovnih cenah ki jih je objavil (pp. 240–253) urad Office for National Statistics z vsotami v milijonih britanskih funtov.
| Leto | Regijska dodana bruto vrednost | Kmetijstvo | Industrija | Storitve |
| ---- | ------------------------------ | ---------- | ---------- | -------- |
| 1995 | 2,585                          | 130        | 943        | 1,512    |
| 2000 | 2,773                          | 108        | 831        | 1,833    |
| 2003 | 3,470                          | 109        | 868        | 2,494    |

Northumberland ima relativno šibko ekonomijo glede na ostale grofije in druge lokalne upravne enote v Združenem kraljestvu. Grofija je med šestimi najbolj šibkimi izmed 63 območij. Leta 2003 je 23 % moškega in 60 % ženskega prebivalstva zaslužilo manj od evropskega povprečja. Maja 2005 je bila nezaposlenost 2,3 %, podobno kot nacionalno povprečje. Med letoma 1999 in 2003 je poslovanje v grofiji zraslo za 4,4 % - na 8.225 podjetij, kar znaša 0,45 % registriranih podjetij v VB.
Glavni vir zaposlitve in prihodka v grofiji je turizem. Grofijo letno obišče 1,1 milijona obiskovalcev iz Velike Britanije in okoli 50.000 tujih turistov, ki v grofiji pustijo do 162 milijonov funtov.

## Izobraževanje
Northumberland ima celovit izobraževalni sistem s 15 državnimi šolami, dvema akademijama in eno neodvisno šolo. Kot v grofiji Bedfordshire tudi v grofiji Northumberland obstaja sistem treh različnih vrst šol - nižje/srednje/višje šole. To ponekod onemogoči izbiranje med različnimi šolami - namesto dveh srednjih šol, ena postane 'srednja' šola, druga pa 'višja' šola. V posameznih mestih pa morajo vsi obiskovati le šolo, ki je na voljo. 
Šolska ustanova Cramlington Learning Village ima skoraj 400 učencev v vsaki šoli na leto; je ena največjih šol v Angliji. Blyth Community College, ki leži v jugovzhodu grofije Northumberland, lahko sprejme do 1.500 študentov v svojih stavbah. Astley Community High School, ki se nahaja v Seaton Delaval in sprejema študente iz območij Seaton Deleval, Seaton Sluice in Blyth, je bila pogosto tema vročih razprav. Politiki so namreč zatrjevali, da bo treba šolo zapreti, ker se je v kraju Blyth odprla akademija Bede Academy. Tem trditvam se je ravnatelj Astley Community High School močno upiral. Na podeželju grofije se nahaja Haydon Bridge High School, katere učenci naj bi prihajali iz največjega okrožja v primerjavi z drugimi šolami v Angliji. Šola naj bi pokrivala večje področje kot ga avtocesta M25 obkroži okrog Londona.
V grofiji Northumberland je tudi katoliška srednja šola - St. Benet Biscop Catholic High School. Vanjo so vpisani učenci, ki prihajajo iz različnih delov grofije. Učenci iz grofije obiskujejo tudi neodvisne šole kot je Royal Grammar School v Newcastlu.

## Prebivalstvo
Sodeč po popisu prebivalstva iz leta 2001 je v grofiji Northumberland živelo 307.190 prebivalcev, Popis prebivalstva Združenega kraljestva leta 2011 je pokazal 316.028 prebivalcev. Northumberland ima zelo malo prebivalcev drugi etničnih skupin - le 0,985 % vseh prebivalcev. Anglija jih ima 9,1 %. 81 % prebivalstva je kot svojo vero opredelilo krščanstvo, 0,8 % je podalo druge religije, 12 % se ni opredelilo za nobeno od religij.
Grofijo v glavnem sestavlja podeželje z velikimi območji višavij, zato je gostota poseljenosti prebivalstva v Northumberlandu le 62 ljudi na kvadratni kilometer. Grofija je tako najredkeje poseljeno območje v Angliji. 

## Politika
Northumberland je unitarno lokalno avtoritetno okrožje in največje unitarno okrožje v Angliji. Mestni svet ima sedež v kraju Morpeth.
Kot večina angleških nevelemestnih grofij je tudi Northumberland do aprila 2009 imel način "two-tier system" za lokalno upravo. Sem je spadal en svet grofije in šest okrožij, ki je vsako imelo svoj okrožni svet, ki je skrbel za različne dele lokalne uprave. Ta okrožja so bila Blyth Valley, Wansbeck, Castle Morpeth, Tynedale, Alnwick in Berwick-upon-Tweed. Okrožja so ukinili 1. aprila 2009, svet grofije pa je postal unitarna avtoriteta. Volitve za novi unitarni avtoritativni svet so se odvile 1. maja 2008. 
Northumberland v House of Commons zastopajo štirje člani parlamenta. Eden izmed njih je član konzervativne stranke, eden predstavnik liberalnih demokratov, dva pa laburistov.
Northumberland je vključen v severovzhodno angleško enoto v evropskem parlamentu, ki jo zastopajo štirje člani evropskega parlamenta. 

## Mediji
Ker grofija nima večjih naseljenih središč, večina medijev prihaja iz sosednje grofije Tyne and Wear, vključno z radijskimi postajami in televizijskimi kanali (nekateri: BBC Look North, BBC Radio Newcastle, Tyne Tees Television and Metro Radio) ter večino dnevnih časopisov: The Journal in Evening Chronicle. Vendar je treba poudatiti, da je bil Northumberland, podobno kot številna druga upravna območja v Angliji, odrezan od svojega geografskega regijskega centra - kraja Newcastle upon Tyne - ki pa še vedno ohranja pomembno vlogo v grofiji. Časopisi iz Newcastla so zato brani po vsej grofiji, prav tako pa tudi časopisi iz drugih bližnjih krajev: Northumberland Gazette, Morpeth Herald, Berwick Advertiser, Hexham Courant in News Post Leader.
"Community" radio (radio, ki je posvečen predvsem potrebam prebivalcev določenega območja) Lionheart FM, ki ima sedež v kraju Alnwick, je bil pred kratkim nagrajen s petletno licenco za oddajanje "community" programa od družbe OFCOM. V kraju Berwick in v severnem delu grofije oddaja tudi radio Borders.

## Ljudje

### Znani ljudje, rojeni v Northumberlandu
Ashington je rojstni kraj treh znanih nogometašev: tu sta se rodila Bobby in Jack Charlton - leta 1937 in 1935; Jackie Milburn pa leta 1924. Košarkar Alan Hoyle se je tu rodil leta 1983; leta 1978 pa se je tu rodil tudi igralec kriketa Steve Harmison.
Mickley je rojstni kraj umetnika Thomasa Bewicka, ki se je rodil leta 1753. V istem kraju je bil leta 1930 rojen tudi nogometaš Bob Stokoe.
Druge znane osebnosti, rojene v tej grofiji
- Thomas Addison, zdravnik, rojen v kraju Longbenton leta 1793
- George Airy, astronom in zdravnik, rojen v kraju Alnwick leta 1802
- Alexander Armstrong, igralec v komedijah, rojen v kraju Rothbury leta 1970
- Lancelot 'Capability' Brown, krajinski arhitekt, rojen v kraju Kirkharle leta 1715
- Josephine Butler, borka za pravice žensk, rojena v kraju Milfield leta 1828
- Basil Bunting, pesnik, rojen v kraju Scotswood-on-Tyne leta 1900
- Eric Burdon, pevec ter vodja skupin The Animals in War, rojen v kraju Walker-on-Tyne leta 1941
- Grace Darling, herojka, rojena v kraju Bamburgh leta 1815
- Pete Doherty, glasbenik, rojen v kraju Hexham leta 1979
- Bryan Donkin, inženir in industrialec, rojen v kraju Sandhoe leta 1768
- Daniel Gooch, inženir in politik, rojen v kraju Bedlington leta 1816
- Sir Alistair Graham (1942 –), znana javna osebnost
- Tom Graveney, nekdanji angleški igralec kriketa in predsednik Marylebone Cricket Club 2004/5, rojen v kraju Riding Mill leta 1927
- Robson Green, igralec in pevec, rojen v kraju Hexham leta 1964
- Charles Grey, drugi lord Grey, britanski premier, rojen v družinski graščini Howick Hall leta 1764
- John Rushworth (1793–1860), zgodovinar, rojen v kraju Acklington Park, Warkworth
- George Stephenson, inženir, rojen v kraju Wylam leta 1781
- Trevor Steven, nogometaš, rojen v kraju Berwick-upon-Tweed leta 1963
- Gordon Sumner, bolj znan po svojim umetniškim imenom Sting, šolski učitelj in glasbenik, rojen v kraju Newcastle upon Tyne leta 1951
- Hugh Trevor-Roper, zgodovinar, rojen v kraju Glanton leta 1914
- William Turner, ornitolog in botanik, rojen v kraju Morpeth leta 1508
- C. V. Wedgwood, zgodovinar, rojen leta 1910
- Sid Waddell, športni novinar in pisec za otroke, rojen v kraju Alnwick leta 1940
- N. T. Wright, anglikanski teolog in pisatelj, rojen v kraju Morpeth leta 1948

### Znani ljudje, povezani z Northumberlandom
- Thomas Burt, eden od prvih članov parlamenta iz delavskih vrst, tajnik Northumberland Miners' Association leta 1863
- Matthew Festing, dobitnik malteškega reda
- Ross Noble, stand-up komik, odraščal v kraju Cramlington v 70. in 80. letih prejšnjega stoletja
- Henry 'Hotspur' Percy (1365–1403), upornik
- Billy Pigg, glasbenik iz 20. stoletja, ki je bil podpredsednik Northumbrianske družbe dudarjev
- Alan Shearer nogometaš, živi v kraju Ponteland.
- Algernon Charles Swinburne, pesnik, odraščal v hiši Capheaton Hall
- Kathryn Tickell, glasbenica, igra na posebno vrsto dud - Northumbrian smallpipes
- J. M. W. Turner, Thomas Girtin in John Cotman so vsi naslikali znamenite slike podob iz grofije Northumberland.
- Jonny Wilkinson, angleški ragbist, trenutno živi na podeželju Northumberlanda

Na strani  je še več podatkov o že preminulih slavnih prebivalcih grofije Northumberland.

## Naselja

### Župnije
OPOMBA: Na seznamu manjkajo župnije, ustvarjene po letu 2001. 
| Ime                               | Prebivalstvo (2001) | Prejšnje območje   |
| --------------------------------- | ------------------- | ------------------ |
| Acklington                        | 467                 | Alnwick            |
| Acomb                             | 1,184               | Tynedale           |
| Adderstone with Lucker            | 195                 | Berwick-upon-Tweed |
| Akeld                             | 82                  | Berwick-upon-Tweed |
| Allendale                         | 2,120               | Tynedale           |
| Alnham                            | 99                  | Alnwick            |
| Alnmouth                          | 562                 | Alnwick            |
| Alnwick                           | 7,767               | Alnwick            |
| Alwinton                          | 71                  | Alnwick            |
| Amble                             | 6,044               | Alnwick            |
| Ancroft                           | 885                 | Berwick-upon-Tweed |
| Bamburgh                          | 454                 | Berwick-upon-Tweed |
| Bardon Mill                       | 364                 | Tynedale           |
| Bavington                         | 99                  | Tynedale           |
| Beadnell                          | 528                 | Berwick-upon-Tweed |
| Belford                           | 1,055               | Berwick-upon-Tweed |
| Belsay                            | 436                 | Castle Morpeth     |
| Bewick                            | 69                  | Berwick-upon-Tweed |
| Biddlestone                       | 88                  | Alnwick            |
| Bowsden                           | 157                 | Berwick-upon-Tweed |
| Branxton                          | 121                 | Berwick-upon-Tweed |
| Brinkburn                         | 200                 | Alnwick            |
| Callaly                           | 150                 | Alnwick            |
| Capheaton                         | 160                 | Castle Morpeth     |
| Carham                            | 347                 | Berwick-upon-Tweed |
| Cartington                        | 97                  | Alnwick            |
| Chatton                           | 438                 | Berwick-upon-Tweed |
| Cornhill-on-Tweed                 | 318                 | Berwick-upon-Tweed |
| Craster                           | 342                 | Alnwick            |
| Cresswell                         | 237                 | Castle Morpeth     |
| Denwick                           | 266                 | Alnwick            |
| Doddington                        | 146                 | Berwick-upon-Tweed |
| Earle                             | 89                  | Berwick-upon-Tweed |
| Easington                         | 139                 | Berwick-upon-Tweed |
| East Chevington                   | 3,192               | Castle Morpeth     |
| Edlingham                         | 196                 | Alnwick            |
| Eglingham                         | 357                 | Alnwick            |
| Ellingham                         | 282                 | Berwick-upon-Tweed |
| Ellington and Linton              | 2,678               | Castle Morpeth     |
| Elsdon                            | 205                 | Alnwick            |
| Embleton                          | 699                 | Alnwick            |
| Ewart                             | 72                  | Berwick-upon-Tweed |
| Felton                            | 958                 | Alnwick            |
| Ford                              | 487                 | Berwick-upon-Tweed |
| Glanton                           | 222                 | Alnwick            |
| Harbottle                         | 235                 | Alnwick            |
| Hartburn                          | 198                 | Castle Morpeth     |
| Hauxley                           | 220                 | Alnwick            |
| Hebron                            | 679                 | Castle Morpeth     |
| Heddon-on-the-Wall                | 1,518               | Castle Morpeth     |
| Hedgeley                          | 322                 | Alnwick            |
| Hepple                            | 139                 | Alnwick            |
| Hepscott                          | 898                 | Castle Morpeth     |
| Hesleyhurst                       | 30                  | Alnwick            |
| Hollinghill                       | 90                  | Alnwick            |
| Holy Island                       | 162                 | Berwick-upon-Tweed |
| Horncliffe                        | 374                 | Berwick-upon-Tweed |
| Ilderton                          | 94                  | Berwick-upon-Tweed |
| Ingram                            | 148                 | Berwick-upon-Tweed |
| Kilham                            | 131                 | Berwick-upon-Tweed |
| Kirknewton                        | 108                 | Berwick-upon-Tweed |
| Kyloe                             | 323                 | Berwick-upon-Tweed |
| Lesbury                           | 871                 | Alnwick            |
| Lilburn                           | 106                 | Berwick-upon-Tweed |
| Longframlington                   | 979                 | Alnwick            |
| Longhirst                         | 446                 | Castle Morpeth     |
| Longhorsley                       | 798                 | Castle Morpeth     |
| Longhoughton                      | 1,442               | Alnwick            |
| Lowick                            | 559                 | Berwick-upon-Tweed |
| Lynemouth                         | 1,832               | Castle Morpeth     |
| Matfen                            | 495                 | Castle Morpeth     |
| Meldon                            | 162                 | Castle Morpeth     |
| Middleton                         | 136                 | Berwick-upon-Tweed |
| Milfield                          | 243                 | Berwick-upon-Tweed |
| Mitford                           | 431                 | Castle Morpeth     |
| Morpeth                           | 13,833              | Castle Morpeth     |
| Netherton                         | 194                 | Alnwick            |
| Netherwitton                      | 272                 | Castle Morpeth     |
| Newton-by-the-Sea                 | 242                 | Alnwick            |
| Newton on the Moor and Swarland   | 822                 | Alnwick            |
| Norham                            | 536                 | Berwick-upon-Tweed |
| North Sunderland                  | 1,803               | Berwick-upon-Tweed |
| Nunnykirk                         | 138                 | Alnwick            |
| Ord, Northumberland               | 1,365               | Berwick-upon-Tweed |
| Pegswood                          | 3,174               | Castle Morpeth     |
| Ponteland                         | 10,871              | Castle Morpeth     |
| Rennington                        | 305                 | Alnwick            |
| Roddam                            | 77                  | Berwick-upon-Tweed |
| Rothbury                          | 1,740               | Alnwick            |
| Rothley                           | 136                 | Alnwick            |
| Shilbottle                        | 1,349               | Alnwick            |
| Shoreswood                        | 163                 | Berwick-upon-Tweed |
| Snitter                           | 114                 | Alnwick            |
| Stamfordham                       | 1,047               | Castle Morpeth     |
| Stannington                       | 1,219               | Castle Morpeth     |
| Thirston                          | 510                 | Castle Morpeth     |
| Thropton                          | 409                 | Alnwick            |
| Togston                           | 340                 | Alnwick            |
| Tritlington and West Chevington   | 218                 | Castle Morpeth     |
| Ulgham                            | 365                 | Castle Morpeth     |
| Wallington Demesne                | 361                 | Castle Morpeth     |
| Warkworth                         | 1,493               | Alnwick            |
| Whalton                           | 427                 | Castle Morpeth     |
| Whittingham                       | 406                 | Alnwick            |
| Whitton and Tosson                | 223                 | Alnwick            |
| Widdrington                       | 158                 | Castle Morpeth     |
| Widdrington Station and Stobswood | 2,386               | Castle Morpeth     |
| Wooler                            | 1,857               | Berwick-upon-Tweed |